# الجرب (الحديدة)

تعديل مصدري - تعديل

الجرب هي إحدى قرى مديرية المنصورية، التابعة لمحافظة الحديدة اليمنية، بلغ تعداد سكانها 1031 نسمة حسب الإحصاء الذي جرى عام 2004.